# Лина
Лина (пол. Łyna) — річка в Польщі, притока Преголі. Річка починається у Вармінсько-Мазурському воєводстві. Середній річковий стік — 40,4 м³/сек. У нижній течії судноплавна. З'єднана каналом з озером Мамри. Більша частина річки протікає в Польщі та 65 км по території Калінінградської області Росії. На річці розташоване російське місто Правдинськ та польські міста Лідзбарк-Вармінський, Ольштин та Бартошице.
Річка Лина витікає з зандрових пісків на північ від Нідзиці, джерело річки лежить недпоалік від села Лина, на площі природного заповідника Річки Лниа. Це ландшафтно-геоморфологічний заповідник, в якому виступає явище ерозії, що відбуваються тут у зворотному напрямку, дуже рідкісне явище в низовинах.
Річка Лина протікає через ряд озер (Бжезьно-Дуже, Керноз-Мали, Керноз-Вельки, озеро Ланське, Устрих) серед яких найбільшим і найглибшим є озеро Ланське. Лина неодноразово змінює свій напрямок, перетинаючи декілька кінцевих морен, що впливає на неоднорідний характер окремих частин долини.
- У верхній течії річка тече через природний заповідник Вармінський ліс
- На річці побудовані гідроелектростанції
- На берегах річки розташований Лідзбарський замок

Назву Лина офіційно введено в 1949 році, зміняючи попередню німецьку назву річки — Алле.

## Основні притоки
лівобережні:
- Квєла Kwiela
- Кортувка Kortówka
- Елма Elma

правобережні:
- Вадонг Wadąg
- Кірсна Kirsna
- Симсарна Symsarna
- Піса Північна Pisa Północna
- Губер Guber
- Омет Omet

## Міста над Линою
- Ольштин
- Добре Място
- Лідзбарк-Вармінський
- Бартошице
- Семпополь
- Правдинськ
- Знаменськ